# Retikulacija
Retikulacija je tehnika obrade metala koja se koristi u izradi srebrnog ili zlatnog nakita. Smatra se da je nastala krajem 19. stoljeća u Rusiji (tzv. samorodok). Komad legiranog srebra (finoće 800) ili zlata (finoće 575 – 750) više se puta zagrijava i baca u razrijeđenu sumpornu kiselinu kako bi se na površini dobio sloj čistog srebra ili zlata. Kada ovaj sloj dobije primjerenu debljinu metal se zagrijava do točke pri kojoj se srebrna slitina rastopi, a površinski tanak sloj čistog srebra ostaje i dalje razmjerno čvrst. Zavisno o kutu pod kojim držimo plamenik s kojim zagrijavamo objekt na površini istog nastat će apstraktne strukture dekorativnog izgleda.
Po nekim novijim izvorima može se izvoditi i na mjedi te anodiziranom aluminiju.
Tehnika je bila popularna između 1960. i 1980. godine prošlog stoljeća, danas se rjeđe susreće.

## Vanjske poveznice
Reticulation notes